# Macrocarsia meeki
Macrocarsia meeki är en fjärilsart som beskrevs av Lucas 1894. Macrocarsia meeki ingår i släktet Macrocarsia och familjen nattflyn. Inga underarter finns listade i Catalogue of Life.